# Georg Christian von Lobkowitz (Rennfahrer)

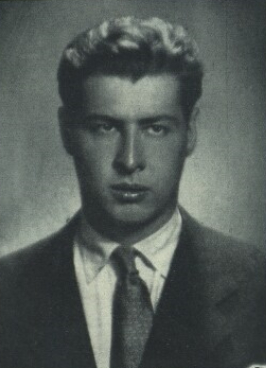
Georg Christian Prinz von Lobkowitz, 1932

Georg Christian Prinz von Lobkowicz (tschechisch Jiří Kristián Kníže Lobkowicz; Pseudonym Hýta; * 22. Februar 1907 in Turnau (Turnov), Böhmen; † 22. Mai 1932 in Berlin, Deutsches Reich) war ein tschechoslowakischer Adliger, der als Automobilrennfahrer bekannt wurde.

## Herkunft

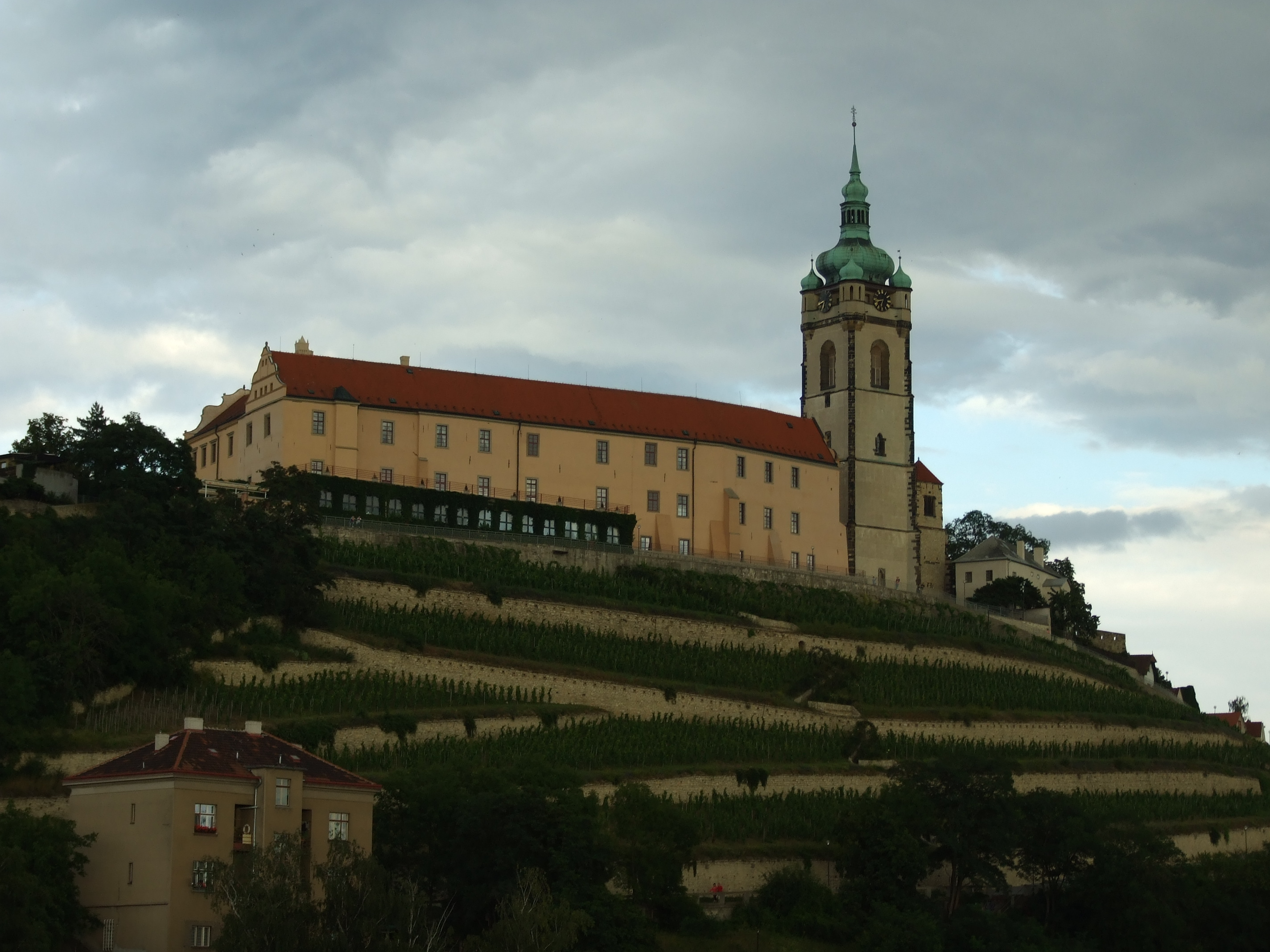
Familiensitz Schloss Mělník

Von Lobkowitz entstammte dem Hause Popel-Lobkowitz, das mit dem böhmischen Königshaus verwandt war. Seine Großeltern waren Fürst Georg Christian von Lobkowitz (1835–1908), ein einflussreicher Politiker seiner Zeit, und dessen Ehefrau Anna, geb.  von Liechtenstein (1846–1924).
Georg Christian von Lobkowitz wurde am 22. Februar 1907 als erster Sohn von Friedrich von Lobkowitz und Josephine Antonie von Thun und Hohenstein (1886–1971) in Turnau geboren. Den Fürstentitel, der in der 1918 proklamierten Tschechoslowakischen Republik jedoch nicht anerkannt wurde, erbte er nach dem frühen Tod des Vaters 1923 im Alter von 16 Jahren.

## Karriere
Im Jahr 1928 bestritt von Lobkowitz auf Austro-Daimler bei einem Bergrennen nahe dem Familiensitz Schloss Mělník sein erstes Automobilrennen. Anfangs startete er unter dem Pseudonym Hýta, da er nicht wollte, dass seine Familie von seinen Rennaktivitäten erfuhr. Im April 1929 erwarb er seinen ersten Bugatti, einen T37A (Chassis-Nummer 37366). Genau ein Jahr später kaufte er einen T35C (Chassis-Nummer 4949), mit dem er sogleich das Bergrennen Zbraslav-Jíloviště gewann.
Im Jahr 1930 gründete er zusammen mit seinem Freund Zdeněk Pohl eine Renngemeinschaft. Im selben Jahr bestritt von Lobkowitz europaweit zahlreiche Rennen. Unter anderem startete er unter dem Pseudonym Hyta beim auf dem Masaryk-Ring um Brünn erstmals ausgetragenen Großen Preis der Tschechoslowakei, kam aber mit seinem T35C nicht in die Wertung.
Im Jahr 1931 ersetzte er den T35C durch einen Bugatti T51 mit 2,3-Liter-Achtzylindermotor. Beim Großen Preis der Tschechoslowakei 1931 erreichte von Lobkowitz damit hinter dem Monegassen Louis Chiron (Bugatti T51) sowie den Deutschen Hans Stuck (Mercedes-Benz SSKL) und Heinrich-Joachim von Morgen (ebenfalls Bugatti T51) den vierten Platz.
Im Frühling 1932 kaufte Georg Christian von Lobkowitz einen Bugatti T54 (Chassis-Nummer 54201) hinzu, mit dem der italienische Starpilot Achille Varzi für das Bugatti-Werksteam 1931 Dritter beim Gran Premio di Monza geworden war. Der schwere Rennwagen mit 4,9-Liter-Achtzylindermotor war für den noch eher unerfahrenen Piloten jedoch bedeutend schwerer zu kontrollieren als die viel kleineren 2-Liter-Wagen, die er vorher pilotiert hatte.

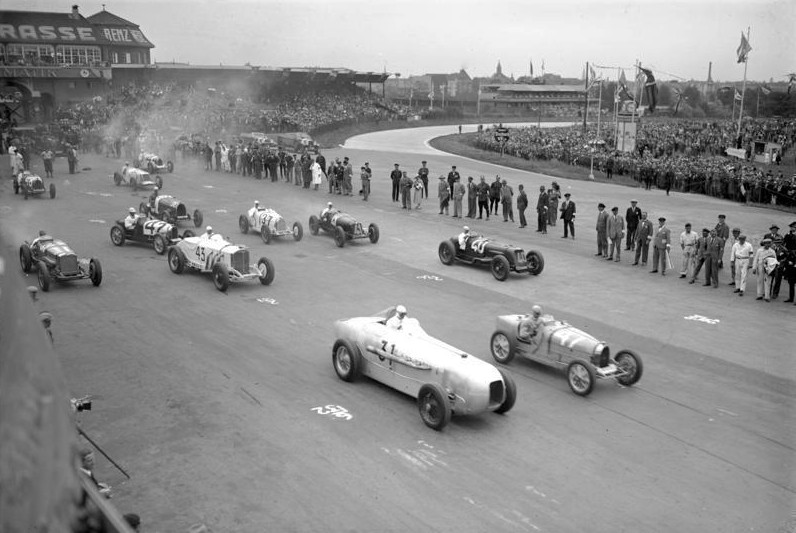
Start zum AVUS-Rennen 1932

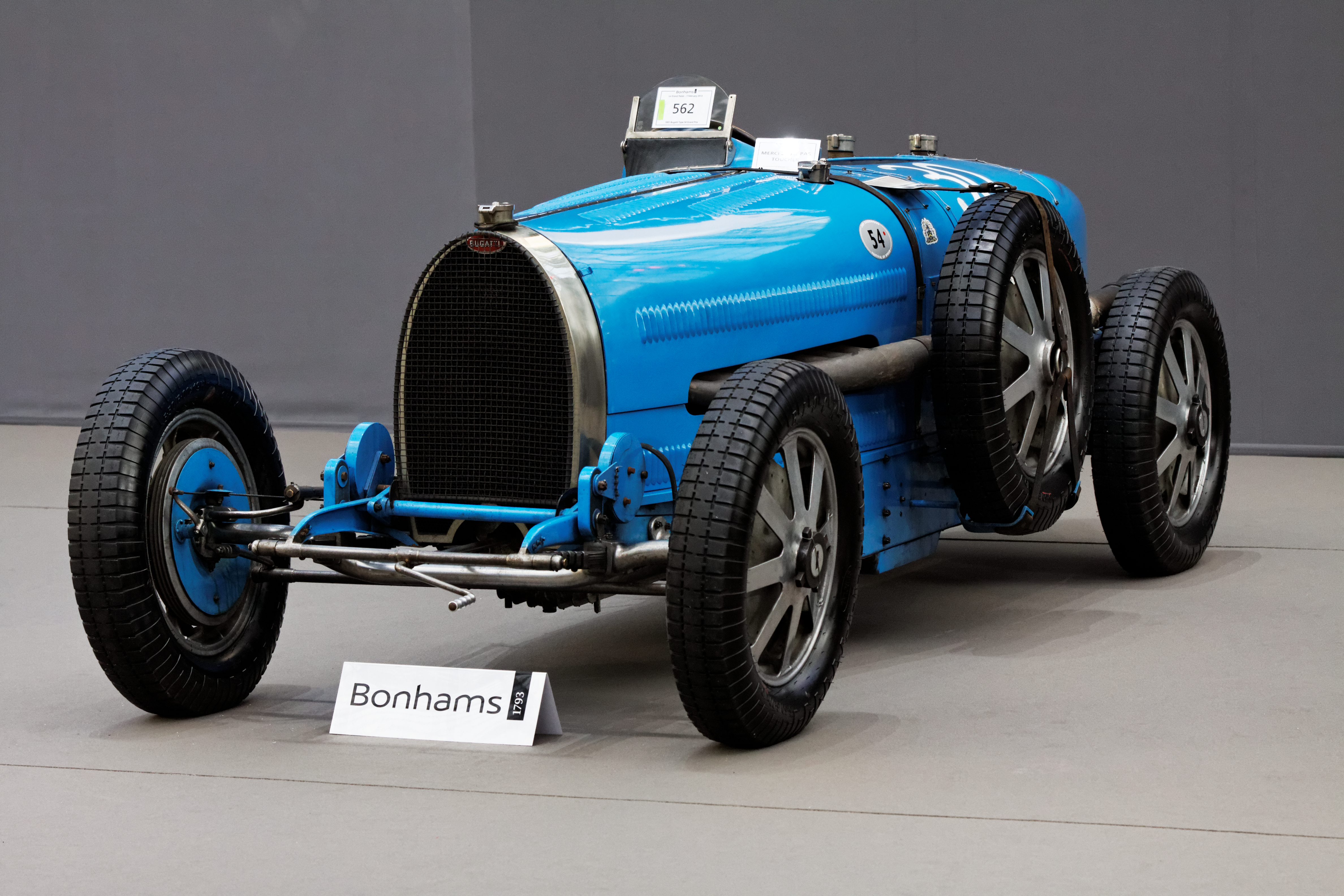
Der rekonstruierte Unfallwagen im Jahr 2013

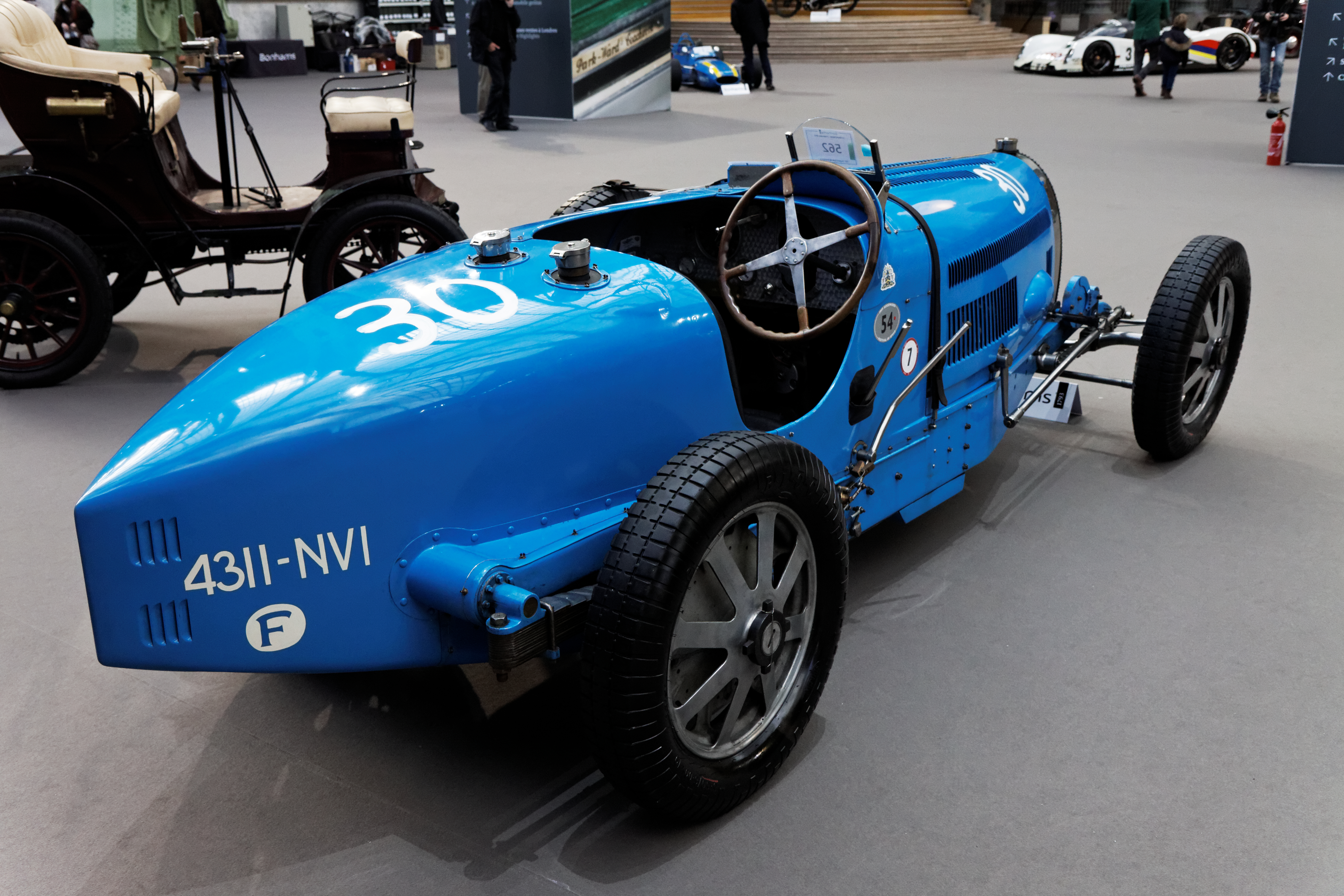
Der rekonstruierte Unfallwagen im Jahr 2013

### Tödlicher Unfall
Lobkowitz meldete sich mit dem T54 für das Internationale AVUS-Rennen 1932 in Berlin. In den Wettbewerb am 22. Mai ging er von der letzten Startposition aus.
Bereits in der ersten Runde gelang es Lobkowitz, zahlreiche Plätze gutzumachen und sich bis an die vierte Stelle vorzukämpfen. Bei Kilometer 7,7, in der Nähe des Forsthauses auf der Anfahrt zur Südkehre lieferte er sich ein Duell mit zwei weiteren Fahrern. Der Deutsche Hans Lewy versuchte ihn auf der Innenseite zu überholen. Von Lobkowitz machte Platz, hatte aber dann wohl Angst, zu weit nach außen getragen zu werden, und steuerte noch einmal scharf nach innen. Dabei führte seine Geschwindigkeit von etwa 200 km/h zum Ausbrechen des Wagens. Dieser rutschte über den acht Meter breiten Mittelstreifen sowie die Gegengerade in einige Bäume und prallte gegen einen Bahndamm. Die Freiburger Zeitung meldete, dass von Lobkowitz auf die Gleise geschmettert und ins St.-Hildegard-Krankenhaus nach Berlin-Charlottenburg verbracht worden sei. Erwin Tragatsch berichtet, dass er nicht mehr zu Bewusstsein kam und wenige Stunden nach dem Unfall seinen schweren Kopfverletzungen erlag. Georg Christian von Lobkowitz wurde 25 Jahre alt.
Vor dem Rennen soll der „Hellseher“ Erik Jan Hanussen die Rennleitung gebeten haben, von Lobkowitz den Start zu untersagen, da das Rennen sonst tragisch für ihn enden würde. Berliner Zeitungen berichteten später, dass er diese Aussagen sogar zu Protokoll gegeben und den Rennfahrer persönlich gewarnt hatte.
Den Unglückswagen übernahm Zdenek Pohl, der ihn wieder aufbaute und auch wieder bei Rennen einsetzte. Später kaufte der britische Sammler C. W. P. (Peter) Hampton das Fahrzeug. 2013 sollte es beim Auktionshaus Bonhams in Paris versteigert werden, fand jedoch bei einem Einstiegsgebot zwischen 2,5 und 3,5 Millionen Euro keinen Käufer.

## Verweise